# 美國第十二航空隊
第十二航空队（英語：Twelfth Air Force）是美国空军空战司令部下属的一个编号航空队，指揮部位于亚利桑那州的戴维斯－蒙森空军基地。